# Poitiers Basket 86
Maillots
Actualités
| \| Poitiers \| Le club est basé à Poitiers. |
| Poitiers                                    |

Le Poitiers Basket 86 est un club français de basket-ball, fondé et basé à Poitiers. Le club est issu de la fusion des sections basket-ball des clubs omnisports locaux du Patronage Saint-Joseph-Cercle d'éducation physique de Poitiers (CEP Poitiers) et du Stade poitevin, en 2004. Il évolue en Pro B (deuxième division du championnat de France) à la salle omnisports Jean-Pierre-Garnier situé dans le quartier de Saint-Éloi, au nord-est de la ville.

## Historique

### Le début
Lors de sa création en 2004, le Poitiers Basket 86 commence le championnat en Nationale 1 sous les ordres de Grégory Thiélin. Cette première saison du PB 86 se termine par une prometteuse cinquième place de N1 avec 21 victoires pour 13 défaites. Durant cette première saison, l'Américain Mike Wallace est le meilleur marqueur (20,6 points par match), le meilleur rebondeur (11,4 rebonds par match) et le meilleur contreur (1,1 contre par match) et réalise de bonnes performances (39 points et 11 rebonds à Salon, 37 points et 16 rebonds à Levallois, 32 points et 22 rebonds à Saint-Vallier. À ses côtés on trouve les Français Pierre-Yves Guillard (11,3 points et 4,9 rebonds par match), Robert Michalski (meilleur passeur avec 4 passes par match, 10,4 points par match), Alexandre Maubayou, Guillaume Costentin, Yann Devehat, Guibril Badji ou Michel Ipouck. Le club qui avait commencé sa saison (et son histoire) par une victoire à domicile contre Autun 85-77 (32 points et 11 rebonds de Mike Wallace et passes de Robert Michalski) est ambitieux et rêve déjà de Pro B à l'issue de sa première saison. L'année suivante, le club se donne les moyens de ses ambitions en faisant revenir à Poitiers l'enfant du pays Sylvain Maynier et en recrutant l'ancien meneur de Brest Cedric Gomez. Avec ses deux nouveaux joueurs (21 points et 9 passes pour Gomez contre Bayonne, 23 points pour Maynier à Challans et Bordeaux) le PB86 est irrésistible et termine la saison à la première place avec un bilan de 30 victoires pour 4 défaites. Comme l'année précédente Mike Wallace réalise de grosses performances (31 points à Le Portel, 28 points contre Bordeaux et contre Golfe Juan, 25 points et 17 rebonds contre St Vallier). Au terme de cette saison le club accède pour la première fois de sa courte existence, en Pro B. C'est une première pour le basket pictave d'évoluer dans un championnat de basket-ball professionnel.

### La Pro B

#### Saison 2006-2007

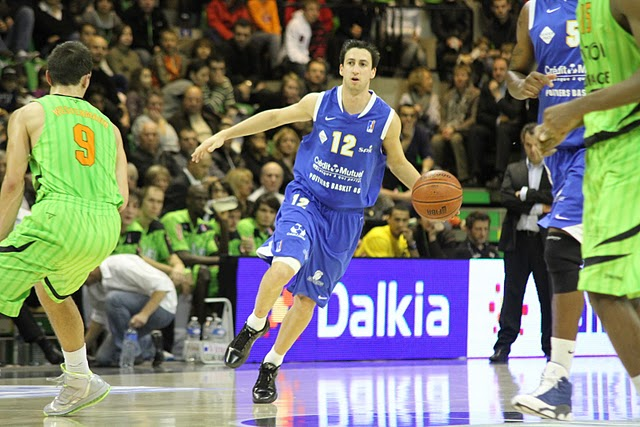
Cédric Gomez, joueur du PB86 de 2006 à 2012

Pour la saison 2006-07, le club connait de nombreux changements (départs d'Ipouck ou de Michalski notamment et arrivées de Martane Freeman, Ivan Krolo puis de Darrell Watters en cours de saison) et doit se passer de Mike Wallace blessé pendant une longue période (19 matchs manqués durant la saison). L'apprentissage du club en Pro B est assez compliqué (défaite à Angers (70-78), puis à domicile contre Nanterre (85-88)) et le PB86 lutte toute la saison pour se maintenir. Si le club termine mieux la saison qu'il ne l'avait commencé (1 victoire pour 6 défaites lors des 7 premiers matchs), une certaine inconstance l'empêche de viser plus haut (26e journée défaite à Levallois (57-79), 27e journée victoire contre Nantes (81-69), 29e journée défaite à Vichy (62-103), 31e journée défaite à Brest (101-84), 32e journée victoire contre Châlons-en-Champagne (98-71)). Finalement le club termine à la 13e place avec un bilan de 15 victoires pour 19 défaites.
Effectif :
4 Mathieu Bauduin, 5 Martane Freeman, 6 Baide Baikoua, 7 Arnaud Thinon, 8 Sylvain Maynier , 9  Sylvain Rosnet, 10 Guillaume Costentin, 11 Pierre-Yves Guillard, 12 Cédric Gomez, 13 Yvan Krolo, 14 Mamery Diallo puis 14 Jamaal Williams puis 14 Mike Wallace, 15 Yann Devehat, 20 Darrell Watters

#### Saison 2007-2008
Pour la saison suivante en 2007-2008, Ruddy Nelhomme se voit confier les rênes de l'équipe avec un effectif plus riche et plus ambitieux. Seule l'ossature française du groupe est conservée pour cette saison (Guillaume Costentin, Yann Dévéhat, Cedric Gomez, Pierre-Yves Guillard, Sylvain Maynier), à laquelle est intégré deux américains venus de Brest (Tommy Gunn et Kenny Younger), le vétéran et expérimenté Thomas Darnauzan, ainsi que de jeunes éléments issus de centres de formations (Lamine Kante et Gary Florimont). Jouant désormais dans la salle Frédéric Lawson-Body, salle du Stade Poitevin Volley-Ball, le PB 86 entame la saison 2007-2008 avec l'ambition de bien figurer dans ce championnat de Pro B pour sa seconde saison à ce niveau. À l'issue de la saison régulière, l'équipe se hisse à la troisième place du classement de Pro B (22 victoires et 12 défaites) et accède pour la première fois de son histoire aux Play-offs. Parallèlement l’équipe réalise un très beau parcours en coupe de France, puisqu’elle atteint les quarts de finale (défaite 70-83 à Gravelines) après avoir éliminé Nantes, Saint Quentin et Angers. En Playoffs, Poitiers dispose au premier tour de Nanterre en deux manches très serrées (80-75) puis (75-74) dans les Hauts-de-Seine. Au tour suivant sans l’avantage du terrain le Poitiers Basket 86 réussi à éliminer Bourg-en-Bresse en demi-finale (2-1) en gagnant notamment le match décisif à Bourg-en-Bresse. Dans ce match décisif  Tommy Gunn et  Sylvain Maynier réussissent tous les deux un 4/6 à trois points. Au total de ce match Tommy Gunn marquera 27 points et Sylvain Maynier 25 points en 19 minutes (dont 20 points dans le quatrième quart-temps). En finale, le Poitiers Basket 86 s'incline 76-63 contre l'équipe de Besançon.
Effectif :
4 Tommy Gunn, 5 Jeffrey Dalmat (E), 6 Ali Dienepo, 7 Thomas Darnauzan, 8 Sylvain Maynier , 9 Lamine Kante, 10 Guillaume Costentin, 11 Pierre-Yves Guillard, 12 Cédric Gomez, 13 Gary Florimont, 14 Kenny Younger, 15 Yann Devehat

#### Saison 2008-2009
Pour la saison 2008-2009, le PB86 conserve la majorité de l'équipe puisque 8 des 10 joueurs de l'équipe de la saison 2007-2008 sont encore présents. Les départs de Thomas Darnauzan et de Tommy Gunn sont compensés par les arrivées de Jean-Yves Zahoui et de Rasheed Wright. Après une belle saison couronnée de grosses victoires (89-65 contre Le Portel, 106-76 contre Saint Vallier...), de superbes victoires au buzzer (70-68 contre Evreux sur un panier en toute fin de Rasheed Wright, 79-76 contre le CSP Limoges sur un nouveau panier au buzzer de Rasheed Wright...) le PB86 termine la saison à la deuxième place (26 victoires - 8 défaites). Au cours de cette saison, le club inaugure la salle Saint-Éloi lors d'un match de coupe de France contre le champion de France sortant Nancy. Le club devient résident de cette salle à partir de la saison 2009-2010. Durant les play-offs 2009, le Poitiers basket échappe de peu à l'élimination contre Nantes au premier tour (2-1, avec une victoire 80-79 à Lawson Body lors du match 3 acquise dans les toutes dernières secondes sur une interception de Sylvain Maynier). Au deuxième tour, le PB86 retrouve Bourg-en-Bresse, son adversaire de la saison précédente au même stade de la compétition mais avec cette fois l'avantage du terrain pour les poitevins. Après avoir perdu à domicile lors du premier match (75-77), Poitiers l'emporte à Bourg-en-Bresse (71-64) avant de conclure la série à domicile (69-49) pour ce qui reste son dernier match officiel à Lawson Body. Un an après sa défaite à Bercy contre Besançon, Poitiers est à nouveau en finale de Pro B. Opposé au CSP Limoges, lors d'un match sentant bon le derby du Limousin Poitou-Charentes, le PB86 s'impose 67-54 et accède ainsi à la Pro A, Pierre-Yves Guillard étant pour sa part élu MVP.
Effectif :
4 Jeffrey Dalmat (E), 5 Rasheed Wright, 6 Jean-Yves Zahoui, 7 Ribar Baikoua, 8 Sylvain Maynier , 9 Lamine Kante, 10 Guillaume Costentin, 11 Pierre-Yves Guillard, 12 Cédric Gomez, 13 Gary Florimont, 14 Kenny Younger, 15 Yann Devehat

### La Pro A

#### Saison 2009-2010

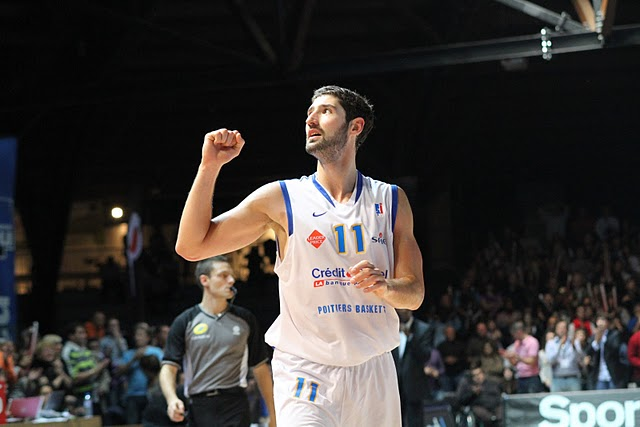
Pierre-Yves Guillard, quart de finaliste de Pro A en 2010 avec le PB86

Pour la saison 2009-2010, fidèle à ce qui a fait sa force, Ruddy Nelhomme décide de garder une majorité de l'équipe en conservant une nouvelle fois 8 des 10 joueurs. Les départs de Jean-Yves Zahoui et de Gary Florimont ont donné lieu à l'arrivée de l'international français Pape Badiane et au retour à Poitiers de Tommy Gunn. La première année en Pro A pour le club est une réussite. Commencée par une victoire surprise à l'extérieur face à Nancy (77-73), la saison est marquée par des hauts et des bas avant un rush final mémorable lors des matchs retours permettant à Poitiers de terminer à la huitième place de la saison régulière (15 victoires et 15 défaites). Cette huitième place permet au club de se qualifier pour les playoffs, aux dépens notamment de l'ASVEL pourtant champion de France sortant, créant ainsi une première : Le champion de France 2009 ne peut défendre son titre et les deux promus Paris-Levallois et Poitiers se qualifient pour les phases finales du championnat. Lors de ces playoffs, perdus deux manches à zéro contre le futur champion Cholet Basket, le capitaine Sylvain Maynier met fin à sa carrière sportive.
Effectif :
4 Tommy Gunn, 5 Rasheed Wright, 7 Pape Badiane, 8 Sylvain Maynier , 9 Lamine Kante, 10 Guillaume Costentin, 11 Pierre-Yves Guillard, 12 Cédric Gomez, 13 Mickael Var (E), 14 Kenny Younger, 15 Yann Devehat, 16 Jeffrey Dalmat (E), 17 Ribar Baikoua (E)

#### Saison 2010-2011

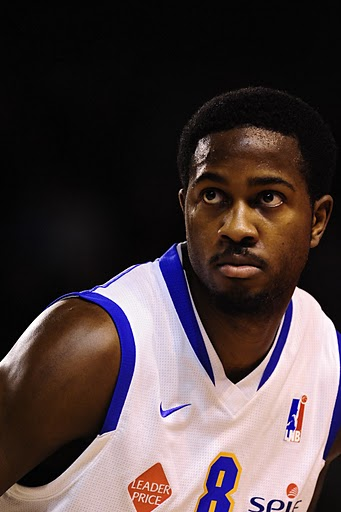
Carl Ona Embo, joueur du PB86 en 2011

L'équipe subit de nouveau peu de changements pour la saison 2010-2011 : le club ne perd que deux joueurs, Sylvain Maynier pour retraite et Lamine Kante. L'effectif est complété par les arrivées de Carl Ona Embo et du jeune espoir Evan Fournier. Au cours de la saison, la blessure du capitaine Guillaume Costentin oblige Poitiers à faire appel à de nouveaux joueurs. C’est d’abord Robert Conley qui rejoint Poitiers avant de laisser sa place à  Antonio Grant que le club conserve finalement jusqu’à la fin de la saison. Au cours de cette deuxième saison en Pro A, le club connaît plus de difficultés que lors de sa première saison et commence ainsi sa saison par trois défaites de suite (à Hyères Toulon, à domicile contre Paris Levallois et à Nancy) puis connait une série de quatre défaites de suite entre la 7e et la 10e journée. À la fin des matchs aller, le club possède un bilan de 5 victoires (toutes acquises à domicile) pour dix défaites (dont une grosse défaite au Sportica contre Gravelines-Dunkerque (90-64)). En 16e de finale de la coupe de France, les Poitevins difficilement d'un point Dijon, équipe de Pro B, sur le score de 78 à 77 mais est éliminé en 8e de finale par Bourg-en-Bresse, autre équipe de Pro B (69-77). Au cours des matchs retours le PB86 connait trois petites séries de deux victoires de suite et s'impose notamment trois fois à l'extérieur (contre Limoges (85-76), contre Pau Lacq Orthez (76-73) et contre Chalon-sur-Saône (75-74). Le club connait aussi à nouveau une série de quatre défaites consécutives entre la 19e et la 22e journée alors que sur cette période le club accueillait trois fois (Gravelines-Dunkerque (74-80), Orleans (68-70) et l'AVSEL (76-82)) et se déplaçait chez un relégable (Vichy (74-92)). Finalement, le PB86 ne se maintient qu’à la dernière journée après une victoire à domicile contre Hyères-Toulon (85-73). Avec un bilan de 12 victoires pour 18 défaites, le club termine la saison à la 14e place de la saison juste devant Vichy.
Effectif :
4 Tommy Gunn, 5 Rasheed Wright, 7 Pape Badiane, 8 Carl Ona Embo, 9 Jeffrey Dalmat (E), 10 Guillaume Costentin , 11 Pierre-Yves Guillard, 12 Cédric Gomez, 13 Evan Fournier, 14 Kenny Younger, 15 Yann Devehat, 17 Ribar Baikoua (E), 18 Yohann Smail (E), 20 Robert Conley puis 20 Antonio Grant

#### Saison 2011-2012

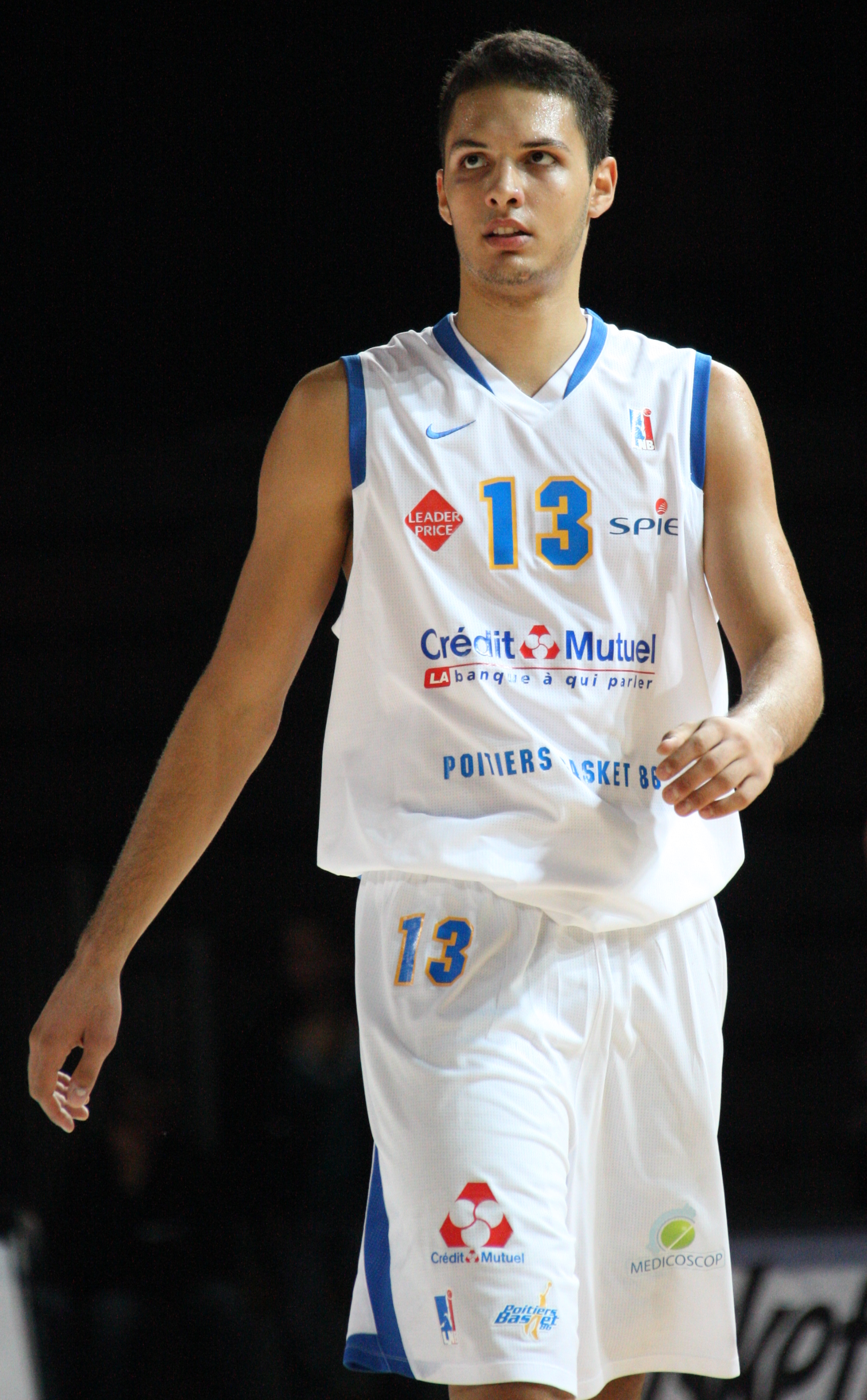
Evan Fournier, joueur du PB86 de 2011 à 2012

Pour la saison 2011-2012, le club confirme que 8 des 11 joueurs de la précédente édition sont conservés au club : Guillard, Devehat, Gomez, Younger, Wright, Badiane, Fournier et Antonio Grant. Le club recrute le meneur américain JJ Miller pour compléter cet effectif. Guillaume Costentin parti à Évreux, Cedric Gomez est nommé capitaine du Poitiers Basket 86. Après un bon début de saison (victoire à domicile contre Orléans (65-61), défaite à l'extérieur contre Le Havre (82-87) puis victoire à domicile contre Dijon (66-49)), le club connaît la plus grosse série de défaites de son histoire en perdant 11 matchs de suite en championnat [dont certaines dans des proportions assez importantes comme la défaite à domicile contre Chalon-sur-Saône (55-81) ou la défaite à domicile contre le promu Nanterre (72-88)]. Le club achève les matchs aller en stoppant sa série négative par une victoire à l’extérieur contre Pau Lacq Orthez (85-84). À la suite de cette victoire, le club décide de se donner les moyens de se sauver et engage l'ancien choletais et orléanais Tony Dobbins. En plus de cette arrivée, le club recrute également Jonathan Aka pour pallier une indisponibilité de Yann Devehat. Avec ces deux nouveaux joueurs le PB86 gagne pour la première fois de la saison deux matchs de suite en battant à domicile Hyères-Toulon (91-65). À la suite de cette victoire le club sort de la zone des relégables où il se trouvait depuis de longues semaines et n’y retournera plus de la saison.
En effet, avec une deuxième partie d’exercice bien meilleure (6 victoires – 9 défaites contre 3 victoires pour 13 défaites lors des matchs allers) où le club réussit à battre ses trois adversaires directs (Pau-Lacq-Orthez, Le Havre et Hyères-Toulon), combinée à une deuxième partie de saison très difficile pour Pau-Lacq-Orthez (3 victoires pour 12 défaites lors des matchs retours, pour finir au total avec un bilan de 7 victoires pour 23 défaites) et Hyères-Toulon (1 victoire pour 14 défaites lors des matchs retours, pour finir avec un bilan de 3 victoires pour 27 défaites), le PB 86 réussit à se maintenir en terminant le championnat à la 13e place (9 victoires et 21 défaites).
Effectif :
4 J. J. Miller, 5 Rasheed Wright, 7 Pape Badiane, 9 Jeffrey Dalmat (E), 10 Evan Fournier, 11 Pierre-Yves Guillard, 12 Cédric Gomez , 13 Anthony Dobbins, 14 Kenny Younger, 15 Yann Devehat, 16 Kevin Harley (E), 17 Moustapha Fall (E), 18 Jonathan Aka, 20 Antonio Grant

#### Saison 2012-2013, la relégation

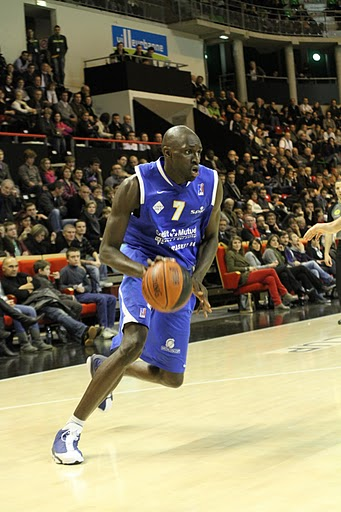
Pape Badiane, capitaine du PB86 en 2013

Pour la saison 2012-2013, contrairement aux saisons précédentes l’effectif est profondément remanié. L’emblématique Pierre-Yves Guillard, le pivot Pape Badiane qui sera nommé capitaine pour cette saison et Anthony Dobbins dont son arrivée en cours de saison avait fait beaucoup de bien, sont les trois seuls joueurs de l’effectif professionnel du PB86 à rester au club. Parmi les départs, Yann Devehat au club depuis sa création en 2004 a annoncé sa retraite, tout comme Kenny Younger au club depuis 2007. Le capitaine de l’exercice précédent Cédric Gomez au club depuis la période Nationale 1 a décidé de rejoindre Nantes en Pro B pour avoir un peu plus de temps de jeu. Rasheed Wright après 4 ans à Poitiers et de nombreux tirs à 3 points marqués a lui aussi annoncé son départ de Poitiers. Evan Fournier a été drafté en NBA par les Nuggets de Denver, Les américains JJ Miller et Antonio Grant étant quant à eux non conservés. Ainsi, avec les départs de joueurs comme Cédric Gomez, Yann Devehat, Rasheed Wright ou Kenny Younger, c’est une page de l’histoire du club qui est tourné, laissant désormais la place pour que de nouveaux joueurs participent à leur tour à l’histoire du Poitiers Basket 86.
En premier lieu, le club décide de faire du nouveau avec de l’ancien en recrutant Lamine Kante au club de 2007 à 2010, qui retrouve donc Poitiers après deux belles saisons en Pro B à Boulogne puis à Denain. Deux espoirs du précédent exercice le meneur Kévin Harley et le pivot Moustapha Fall sont intégrés à l’effectif de Pro A. Le jeune meneur-arrière Boris Dallo en Provenance de l’INSEP intègre lui aussi l’effectif pictavien. Une fois ces quatre recrues françaises actées, le club prend un peu plus de temps pour choisir ces recrues étrangères. Le club s’arrêtera finalement sur le meneur américain Justin Gray, l’arrière-ailier américain Anthony Smith et le pivot américain Ahmad Nivins drafté en 56e position par Mavericks de Dallas en 2009.
Le nouveau groupe commence la saison par une belle victoire dans la Loire face au champion de France 2007, Roanne (73-69). Par la suite, le club enchaîne quatre défaites consécutives dont deux à domicile contre Châlon-sur-Saône et Gravelines-Dunkerque et deux à l’extérieur d’abord chez le promu Boulazac, puis à Cholet. Après ces quatre défaites et alors que le club pointe déjà en queue de classement après cinq journées, le club réalise une belle opération en gagnant au Parc des expositions face à Strasbourg (80-70) qui avait jusque-là gagné 4 de leurs 5 premiers matches. La suite de la saison s'avère très complexe et Poitiers reste englouti dans le bas du classement. En coupe de France, le PB86 est éliminé en 16e de finale face à Cholet (50-73). Le 22 avril, à deux journées de la fin du championnat, Poitiers subit une nouvelle défaite face à Nancy (63-65) et est relégué en Pro B après quatre saisons disputées dans l'élite .
Effectif :
4 Justin Gray, 5 Kevin Harley, 7 Pape Badiane , 8 Boris Dallo, 9 Lamine Kante, 11 Pierre-Yves Guillard, 12 Ahmad Nivins, 13 Anthony Dobbins, 14 Anthony Smith, 16 Moustapha Fall

#### Retour en Pro B et reconstruction (2013-2014)
Le PB 86 commence la saison avec un effectif largement remanié : 6 joueurs sur le départ (dont Ahmad Nivins et Anthony Dobbins) et 4 arrivants (dont Elson Mendy et Justin Ingram). Poitiers commence avec une victoire face à Rouen (94-76). La suite s'avère complexe, Poitiers compte 4 victoires et 6 défaites au soir de la 10e journée après avoir perdu à Saint-Éloi contre Reims (90-95) au bout de deux prolongations. À la suite des playoffs 2013-2014, le PB 86 ira jusqu'en finale contre Bourg-en-Bresse 81-72 avec la victoire de Bourg-en-Bresse en extérieur pour le PB86, et une défaite du PB 86 au match retour à domicile 73 - 65 avec deux défaites et 3 victoires en Poule 2 avec quatre victoires pour chaque match aller retour contre Fos-sur-Mer et Chalons-Reims.

## Palmarès
- Quart de finale de Pro A
  - Playoffs: 2010

- Championnat de France de Pro B
  - Champion (1) : 2009
  - Vice-champion (1) : 2008

- Championnat de France de Nationale masculine 1
  - Champion (1) : 2006

## Personnalités historiques
- Maxime Renoux[8]
- Pape Badiane
- Anthony Dobbins
- Gary Florimont
- Antonio Grant
- Pierre-Yves Guillard
- Guillaume Costentin
- Tommy Gunn
- Justin Ingram
- Lamine Kante
- J. J. Miller
- Boris Dallo
- Ahmad Nivins
- Arnauld Thinon
- Robert Michalski
- Rasheed Wright
- Kenny Younger
- Sylvain Maynier
- Yann Devehat
- Evan Fournier

### Entraîneurs
Andy Thornton-Jones est entraîneur du PB86 depuis le 11 janvier 2021,
Il a été entraineur adjoint de Ruddy Nelhome entre 2008 et 2019.
En 2008, il est nommé responsable du centre de formation et il entraîne l'équipe espoirs du Poitiers Basket 86.

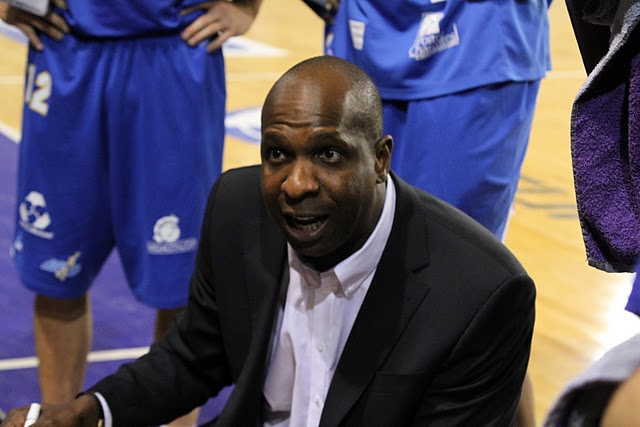
Ruddy Nelhomme pendant un temps mort.

Ruddy Nelhomme, ancien entraîneur du club, il est élu meilleur entraîneur de Pro B en 2008-2009, puis meilleur entraîneur de Pro A en 2009-2010. Il est appelé auprès de Vincent Collet en tant qu'entraîneur assistant pour l'équipe de France lors de la campagne du championnat du monde 2010 en Turquie. Il est conservé à ce poste pour la compétition suivante, le championnat d'Europe en Lituanie.

### Joueurs
Le club voit plusieurs de ses joueurs intégrer des sélections de jeunes : 
- Yann Devehat
- Kevin Séraphin
- Pierre-Yves Guillard
- Evan Fournier
- Sekou Doumbouya
- Moustapha Fall

## Structures du club

### Salles

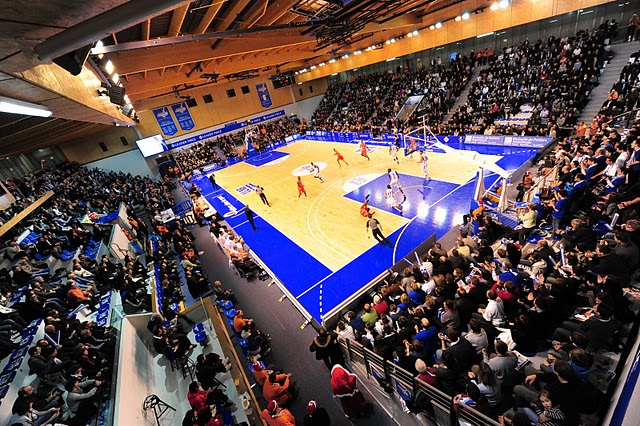
La salle omnisports Jean-Pierre-Garnier de Poitiers.

En 2004, le PB86 joue à la salle du Dolmen. Avec la montée en Pro B, la salle devient vite trop petite et lors des saisons 2007-2008 et 2008-2009, le club évolua dans la salle Frédéric Lawson-Body où évolue l'équipe de volley-ball de Poitiers du Stade poitevin Volley-Ball.
Lors de la saison 2008-2009, il inaugure la salle Saint-Éloi dont il devient le club résident à partir de la saison suivante : celle-ci permet au club de pouvoir accueillir 2 700 spectateurs.
À partir de la saison 2009-2010, outre la salle Saint-Éloi le club évolue aussi parfois au Parc des expositions de Poitiers. Dans sa configuration basket le parc des expositions de Poitiers peut accueillir près de 5 000 spectateurs.
Depuis 2014, la salle omnisports de Saint-Éloi porte le nom de Jean-Pierre Garnier, ancien élu de Poitiers décédé en 2012.
Le 12 avril 2022, le PB86 inaugure l'Arena Futuroscope en configuration basket en jouant contre LyonSo devant 5100 spectateurs. Depuis cette date, le club joue la plupart de ses matchs de gala dans cette toute nouvelle salle implantée au centre des parkings du Futuroscope, entre l’entrée principale du parc et le Palais des Congrès.

### Centre de Formation
Former, jouer et gagner, telle est la devise du P.B. 86. Depuis 1995, sous la conduite de Pierre Vincent puis de Grégory Thiélin et de Ruddy Nelhomme, la formation du jeune joueur est la priorité poitevine. Cette politique a permis de former des jeunes joueurs originaires du Poitou-Charentes et qui évoluent maintenant en Pro A.

L'équipe Jeunes joue le championnat de France Espoirs depuis l'accession du club en Pro A. Lors de la saison 2009-2010, l'équipe espoirs de Poitiers termine à la 11e place avec un bilan de 13 victoires pour 17 défaites. Lors de sa deuxième saison au sein de ce championnat les espoirs de Poitiers terminent à la 13e place avec un bilan de 9 victoires pour 21 défaites.
Sous la direction de Gregory Thiélin depuis 2021, le Centre de Formation du PB86 continue de jouer un rôle dans l'ADN du club, en mettant l'accent sur la formation des jeunes joueurs, tout en maintenant des liens étroits avec les structures éducatives locales pour assurer une double réussite, sportive et scolaire.

## Poitiers et culture populaire
La réussite du club qui tient à sa mentalité et la recherche d'une grande stabilité est remarquée tout comme sa communication innovante. Le club est ainsi le premier club sportif français à être l'objet d'une série entièrement réalisée sur la vie d'un club sportif. Plusieurs milliers de personnes suivent ainsi les aventures d'une équipe au jour le jour, au point que le film sur l'accession à la pro-A sera diffusé deux soirs de suite dans un cinéma de la ville. Depuis Poitiers est très souvent considérée comme une ville "Basket-Ball".

## Bilan par saison
| Saison    | Div.  | Clas. | %Vic | Vic | Def | Playoffs        | Coupe de France | Leaders Cup             | Coupes d'Europe | Entraîneur      |
| --------- | ----- | ----- | ---- | --- | --- | --------------- | --------------- | ----------------------- | --------------- | --------------- |
| 2004-2005 | NM1   | 5e    | -    | -   | -   | -               | -               | -                       | -               | Grégory Thielin |
| 2005-2006 | NM1   | 1er   | -    | -   | -   | -               | -               | -                       | -               | Grégory Thielin |
| 2006-2007 | Pro B | 13e   | 45 % | 15  | 19  | -               | 32e de finale   | -                       | -               | Grégory Thielin |
| 2007-2008 | Pro B | 3e    | 65 % | 22  | 12  | Finaliste       | Quart de finale | -                       | -               | Ruddy Nelhomme  |
| 2008-2009 | Pro B | 2e    | 77 % | 26  | 8   | Champion        | 8e de finale    | -                       | -               | Ruddy Nelhomme  |
| 2009-2010 | Pro A | 8e    | 50 % | 15  | 15  | Quart de finale | 8e de finale    | -                       | -               | Ruddy Nelhomme  |
| 2010-2011 | Pro A | 14e   | 40 % | 12  | 18  | -               | 8e de finale    | -                       | -               | Ruddy Nelhomme  |
| 2011-2012 | Pro A | 13e   | 30 % | 9   | 21  | -               | 16e de finale   | -                       | -               | Ruddy Nelhomme  |
| 2012-2013 | Pro A | 16e   | 34 % | 10  | 20  | -               | 16e de finale   | -                       | -               | Ruddy Nelhomme  |
| 2013-2014 | Pro B | 4e    | 60 % | 26  | 18  | Finaliste       | 16e de finale   | -                       | -               | Ruddy Nelhomme  |
| 2014-2015 | Pro B | 12e   | 41 % | 14  | 20  | -               | 8e de finale    | Pro B : Quart de finale | -               | Ruddy Nelhomme  |
| 2015-2016 | Pro B | 8e    | 53 % | 18  | 16  | Quart de finale | 32e de finale   | Pro B : Poule           | -               | Ruddy Nelhomme  |
| 2016-2017 | Pro B | 10e   | 50 % | 17  | 17  | -               | 16e de finale   | Pro B : Quart de finale | -               | Ruddy Nelhomme  |
| 2017-2018 | Pro B | 16e   | 32 % | 11  | 23  | -               | 16e de finale   | Pro B : Poule           | -               | Ruddy Nelhomme  |
| 2018-2019 | Pro B | 9e    | 53 % | 18  | 16  | Quart de finale | 16e de finale   | Pro B : Quart de finale |                 | Ruddy Nelhomme  |

## Identité du club

### Logos

Logo jusqu'en septembre 2018.
Logo depuis septembre 2018